# Carașova
Carașova (in croato Karašova, in serbo Карашова?, in ungherese Krassóvár) è un comune della Romania di 3169 abitanti, ubicato nel distretto di Caraș-Severin, nella regione storica del Banato.
Il comune è formato dall'unione di 3 villaggi: Carașova (Karaševo), Iabalcea (Jabalče), Nermed (Neremić).
Carașova è una località conosciuta per essere sostanzialmente un'enclave croata in territorio romeno. I suoi abitanti hanno infatti tale origine ed hanno assunto i caratteri di una popolazione distinta, i cosiddetti Krashovani.
Questa particolarità si esplicita anche in altre caratteristiche: negli ultimi censimenti infatti oltre il 90% della popolazione del comune si dichiarava croata o krashovana, mentre le altre due etnie presenti, quella romena e quella rom, non raggiungevano il 5% ciascuna. Analoga anomalia si riscontra nella fede religiosa, in quanto oltre il 90% della popolazione si dichiara cattolica.
Il comune di Carașova è inoltre una delle poche località ufficialmente bilingui della Romania, con utilizzo anche negli atti pubblici sia del romeno che del croato.

## Società

### Evoluzione demografica
Secondo l'ultimo censimento su 3 260 abitanti così suddivisi:
- 84,60% croati
- 4,49% Krašovani
- 4,47% rom
- 4,41% romeni.

### Religione
Nell'ultimo censimento il 92,54% (3 017 abitanti) si sono dichiarati cattolici.